# Pärlfloden
Pärlfloden, med det kinesiska namnet Zhujiang, är Kinas sydligaste större flod. Den är 2 200 kilometer lång och efter Yangtze och Gula floden den tredje längsta floden med utlopp på kinesiskt territorium. Även Amur, Mekong, Brahmaputra och Indus med källor i Kina är längre.
Pärlflodens utlopp kallas ibland för Bocca Tigris. Floden passerar staden Guangzhou.
Pärlfloden är östra mynningen av den i kinesiska provinsen Guangdongs norra del upprinnande Beijiang ("norra floden"), vars andra gren något västligare förenar sig med Xifloden (Xi jiang), som med sina tillflöden bildar det förnämsta flodsystemet i södra Kina. Xiflodens huvudarm går direkt mot söder och faller ut i havet väster om Macao, medan Pärlfloden, sedan den vattnat Guangzhou, bibehåller östlig riktning i mer än 20 km, innan den vänder mot söder.
Omkring 35 km längre ned bildar den ett brett estuarium (Kantonviken), efter att ha passerat ett trångt pass, känt under namnet Bocca Tigris. Innan Pärlfloden når detta pass, rinner den ihop med Dongjiang ("östra floden"). Hela området mellan Pärlfloden och Xifloden är ett lågt och sumpigt delta, av otaliga segelbara kanaler sönderskuret i en mängd öar.